# 九巴沙田車廠

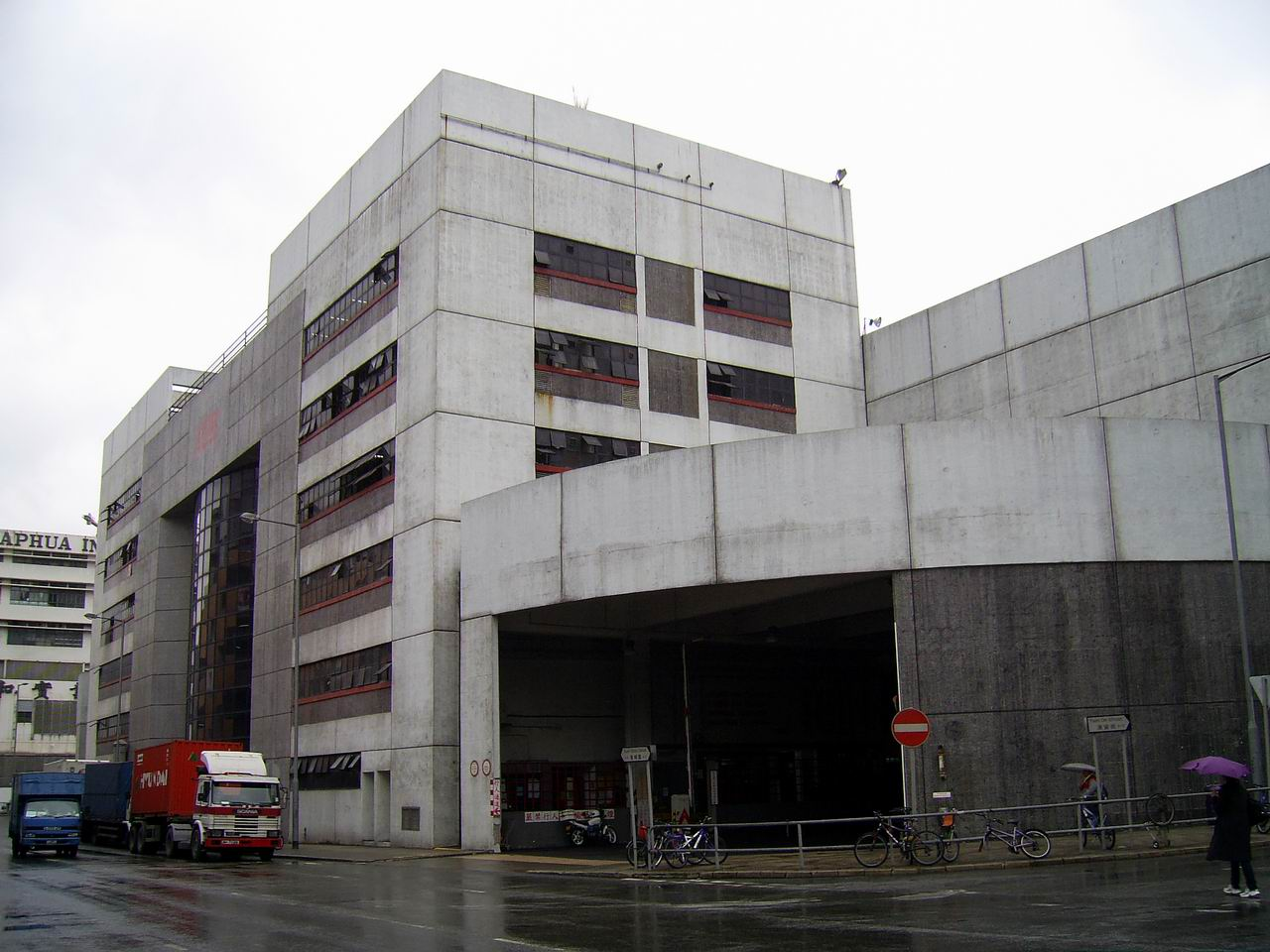
九巴沙田車廠

九巴沙田車廠（KMB Sha Tin Depot），簡稱沙廠或蛇廠，公司車廠代號STD-ST，位於沙田區小瀝源源順圍1號，樓高5層，以新界東為主要管轄範圍（38B線及西貢區除外），部份行走沙田、大埔及北區的龍運巴士路線的車輛亦屬於該廠，廠徽為S。2009年3月1日前，因北區及大埔區的路線及車輛仍屬屯門車廠管轄，使沙田車廠曾經成為管轄範圍最少的車廠。
現時除此車廠外，還有屬下的上水車廠及大埔車廠供車輛停泊。
目前沙田車廠為九巴管理最多車輛之車廠，九巴目前派車數目最多的路線（74X及277X線，各有42輛）當中大部份車輛便由沙田車廠管轄。除現役車輛外，沙田車廠同時負責九巴所有訓練巴士維修保養，供九巴車長訓練學校使用。

## 歷史
沙田車廠成立前，九巴所有沙田區路線車務運作均由荔枝角車廠負責。隨著沙田新市鎮發展，區內交通服務越趨複雜，九巴於沙田區覓地建立車廠。第一代沙田車廠於1983年3月11日正式運作，原址為今香港文化博物館。沙田車廠初期屬荔枝角車廠旗下的衛星車廠，當時車廠內停泊了一輛丹拿A型（D11）巴士作為九巴車長訓練學校沙田辦事處。
沙田新市鎮自八十年代起發展一日千里，區內交通服務越趨發達。九巴於八十年代中落實擴充沙田車廠，並於1984年2月28日政府土地拍賣中，以3640萬港元投得位於小瀝源的沙田市地段241號地皮，在佔地22萬7千呎的地段建造廠房。同年八月，九巴與英皇御准香港賽馬會達成為期三年的協議，由8月1日起租用沙田馬場佔地12,000平方米的旅遊車及巴士停泊處，以解決當時沙田街上夜間出現的巴士長龍問題。按照協議，九巴須向馬會繳付象徵式的牌照費，以及負責泊車處的清潔、維修事務，以換取每日晚上七時半至翌日早上八時正於停車場內泊車的權利（沙田馬場進行夜馬賽事期間，巴士須改於沙田工業區第11A區停泊）。
小瀝源的新車廠造價港幣一億一千萬元，由耀榮富鴻聯營公司承建，包括樓高三層，可停泊620部巴士的維修車廠，以及六層高的行政大樓，足以應付沙田及馬鞍山區在2000年以後的巴士服務發展需求。新廠房於1988年5月5日平頂，1989年3月11日正式啟用。隨着永久廠房落成啟用後，沙田區的巴士車務便正式脫離荔枝角車廠管轄範圍，自立門戶。九巴車長訓練學校於同年開辦，並以沙田車廠為基地。
2009年3月1日，所有原由屯門車廠管轄的大埔區及北區車務安排改由沙田車廠負責，同時原屯門車廠之上水分廠及大埔分廠亦改由沙田車廠管轄，沙田車廠正式統一管轄新界東之九巴路線（西貢區除外），並因該兩廠轄下擁有龐大巴士數量而成為九巴管轄車輛最多的車廠。
2011年9月26日，九巴72、72A、74A線轉為全空調服務，同時亦象徵沙田廠再無固定車輛路線有非空調巴士行走，成為九巴第二個全空調化車廠。而隸屬該車廠的所有非空調巴士分別於10月28日及12月29日分兩批退役。此後，由沙田車廠管理的路線當中僅有71S一路線仍設非空調服務，但由於所有隸屬沙田車廠的非空調巴士均已退役或封車，令沙田車廠未能自行派出非空調巴士行走該路線，因此自2011年11月27日至2012年3月18日，沙田車廠每星期均向富餘非空調車輛較多的荔枝角車廠借調車輛行走該路線，以回應大埔區居民及區議員之訴求。

## 車廠設施
沙田車廠樓高三層，是首間設有相互連通車坑的九巴車廠，即是工作人員可站直身子，靈活穿梭60條地下相通的車坑，不用躺在工作板上來檢查車底。其中3條車坑裝置了制動系統測試機、車輪前軸測試機等驗車儀器，協助工程人員精確地查出巴士的毛病，以及替巴士進行每月定期檢查及半年一次的小修程序。
車廠入口設有4台洗車機及12個快速入油設施，而接近出口位置設有泵房，將洗車機用過的污水處理。二樓為泊車區，同時設有位置供巴士更換巴士車身廣告及放置零件（例如車身模具及輪胎）。
5樓是「纖維組」工場，負責九巴玻璃纖維組件的造模及組件製作例如巴士站站牌等。

## 大型公開活動
九巴重點活動「九巴傑出車長選舉總決賽」於沙田車廠舉行，每逢活動舉行時，沙田車廠頂層成為決賽舉行地點，部份區域則開放給公眾使用。由於車廠禁止行人內進，所以公眾須乘搭巴士前往頂層。

## 相關事件

### 火警事件
- 1991年11月16日晚上，一輛利蘭奧林比安11米非空調巴士（S3BL190，車牌號碼DR4258）在沙田車廠準備洗車時，車尾突然發生爆炸並著火焚燒，全車嚴重燒燬。由於巴士底盤及車尾機件嚴重燒毀而無法修復，提早退役。[14][15]

### 香港總督彭定康到訪沙田車廠
1992年8月6日，香港總督彭定康到訪九巴沙田車廠，陪同訪問的有運輸司梁文建、運輸署署長蕭烱柱及政府新聞處隨行人員，九巴總經理雷中元率領公司各部門高層職員親自在車廠門口迎接，包括總經理蔡忠源、公關經理伍穎梅及機械經理莊栢軒，亦安排一眾男女車長及維修人員夾道歡迎，其後並登上一輛丹尼士巨龍11米空調巴士（AD56，車牌號碼FC6469）作視察車廠之用。

### 交通意外
- 2017年2月18日下午一時許，一輛行走64K線往大埔墟站方向的丹尼士巨龍9.9米雙層巴士（ADS206，車牌號碼JC2777）在林錦公路近寨乪村被一輛泥頭車撞及車尾，巴士司機及三名乘客受傷。[17]肇事巴士翌日於沙田車廠內被一輛拖車拖往維修坑期間撞向停泊在廠內的一輛富豪B9TL（AVBE28，車牌號碼MU4857），肇事巴士事後因為17年車齡而不作修復，已於同年3月3日正式除牌。

### 派車爭議(三黑四紅)
「三黑四紅」是巴士迷網民對九巴沙田車廠轄下7條全日服務曬命線的統稱，包括81C、87D、281A、170、182、680及681。相關路線的輔助線（例如281X、N170、982X線）亦為曬命線。當中「黑」代表巴士膠牌上底色為黑色的非過海路線，而「紅」則代表底色為紅色的過海路線。由於81C線客量下跌及不需途經低排放區，九巴一直沒有跟隨其他同系列路線更換較新型巴士，成為系列內最遲全金路線。

## 轄下車廠

### 上水車廠
九巴上水車廠，正式名稱為九巴新上水石湖墟車廠（KMB New Sheung Shui Shek Wu Hui Depot），公司車廠代號STD-SHUI，是沙田車廠（S）其中一間衞星車廠，位於上水石湖墟彩順街，毗鄰上水救護站。2009年3月1日之前，上水車廠是屯門車廠的衛星車廠。

#### 概況
舊上水車廠正式名稱為九巴上水石湖墟車廠（KMB Sheung Shui Shek Wu Hui Depot），於1984年2月21日啟用，位於上水新運路，舊上水巴士總站旁邊，當時屬於屯門車廠的衛星車廠，佔地約14,250平方米，以解決當時上水街上夜間出現的巴士長龍問題。
該廠為一個露天車廠，設有入油、維修、洗車、停泊設備，主要供行走大埔區和北區的巴士停泊及維修。車廠入口及出口處都設於舊上水巴士總站通道，而新運路則設有一個後備出口，而所有車輛入廠後都必須先經過洗車機及入油設備，才可駛往車廠的停車場。部份停泊於上水廠的巴士，車頭儀錶板外貼有一張細小銀色貼紙寫上「上水」二字。
舊上水車廠存放了一輛利蘭奧林比安非空調巴士（S3BL457）作貨倉之用。
2009年3月1日，上水車廠由屯門車廠改由沙田車廠管轄，成為沙田車廠其中一個衞星車廠。
前九巴車隊的超級富豪奥林比安3ASV162 (KC7884) 於2019年1月改裝成爲該廠的員工休息室，提供Wi-Fi上網及USB充電。
因應政府計畫將上水車廠土地改為作房屋發展用途，九巴於2024年1月26日招標拆卸位於新運路的上水車廠，佔地約15,000平方米。舊上水車廠將於2024年8月1日關閉，由彩順街的新上水車廠取代。

#### 管轄範圍
目前上水車廠主要負責管轄以北區及大埔區為終點站的巴士路線車輛及車長，但以大埔區為終點站的龍運巴士路線E41及A47X之車輛及車長由沙田車廠及其大埔分廠管理，另外以北區為終點站的276及276B的車輛及車長則由屯門車廠元朗分廠管理。

### 大埔車廠
九巴大埔車廠（KMB Tai Po Depot），公司車廠代號STD-TP，是九巴沙田車廠（S）其中一個衞星車廠，位於大埔區大埔大福街(大埔第33區)，港鐵大埔巴士維修中心對面，分為大埔車廠、大華廠及大發廠。
2014年，因應沙田區路線部份字軌改編大埔車廠管理，以致停泊位出現不足，九巴在大華街設立停車場（大華廠）作為停泊巴士之用。2019年，因應火炭車廠停止運作和關閉，九巴在大發街設立停車場（大發廠）作為停泊巴士之用。

#### 概況
大埔車廠前身為「魚角臨時房屋區」（Yue Kok Temporary Housing Area），該臨屋區於九十年代初清拆後，政府把大福街以北的用地劃作巴士車廠用途，並於2000年獲政府批地設立，佔地18700平方米。  2009年3月1日之前，大埔車廠是屯門車廠的衛星車廠。
該廠為一個露天車廠，設有入油、維修、洗車、停泊設備，主要供大埔區及沙田區行走的巴士停泊。該廠土地乃以短期租約形式向政府租用。
車廠東面為巴士停泊區，主要供行走大埔區及沙田區的巴士作停泊之用。而西面則為辦公室、維修設施、洗車設施和油站的所在地。
大華廠和大發廠只有停泊區，供停泊巴士之用。

#### 運作及管轄範圍
大埔車廠初期只是上水車廠轄下停車場，由2000年至2014年間所有大埔區早更或特別更車長均須於指定時間前到達上水車廠派更部簽到（拍卡），然後直接乘搭員工接送車到大埔車廠取車。
2014年起，為方便車長居住地區，大埔車廠設立派更部，部份路線（包括沙田區路線）部份字軌改由大埔車廠管轄以方便車長取車，解決沙田車廠車位不足之問題。
當時大埔車廠字軌僅適用於車長，巴士車輛仍分別隸屬沙田車廠（S）和沙田車廠（上水分廠）（S），直至2023年中旬，巴士於編制上改劃大埔車廠管理。